# سباق باريس روبيه 1904
طواف باريس 1904 هو سباق دراجات هوائية أقيم بتاريخ 3 أبريل، تكون السباق من مرحلة واحدة، وامتدّ لمسافة 268 كم بسرعة 32.518 كم/س، استغرق السباق 8 ساعات و14 دقيقة و30 ثانية.